# القشوع (مأرب)

تعديل مصدري - تعديل

القشوع هي إحدى قرى عزلة ال شبوان بمديرية مأرب التابعة لمحافظة مأرب، بلغ تعداد سكانها 210 نسمة حسب تعداد اليمن لعام 2004.